# Феликс Византийски
Феликс (на гръцки: Φήλιξ; на латински: Felix, † 141) е епископ на Византион от 136 до 141 г. по време на управлението на императорите Адриан и Антонин Пий. Hаследява Елевтерий. Негов наследник става Поликарп II. Чества се на 15 април.